# 根頭神社
根頭神社（ねずじんじゃ）は千葉県鎌ケ谷市道野辺にある神社。旧社格は村社。

## 歴史
境内にある掲示板の由緒によれば、創建の年代は不明であるがこの地には昔から人が住んでいて、藤原左衛門丞がわけあって京の公家を離れ東国に下向したときに、この地の草分け八軒衆と呼ばれる家の1つ三橋孫六家にしかるべきお墨付きと大神の神事を授け、自らの土地を寄進し根津神社と称したことに始まるという。
本殿は、旧千葉県立師範学校の御真影奉安殿で、一時は千葉県護国神社の本殿でもあった由緒ある建物という。

## 境内

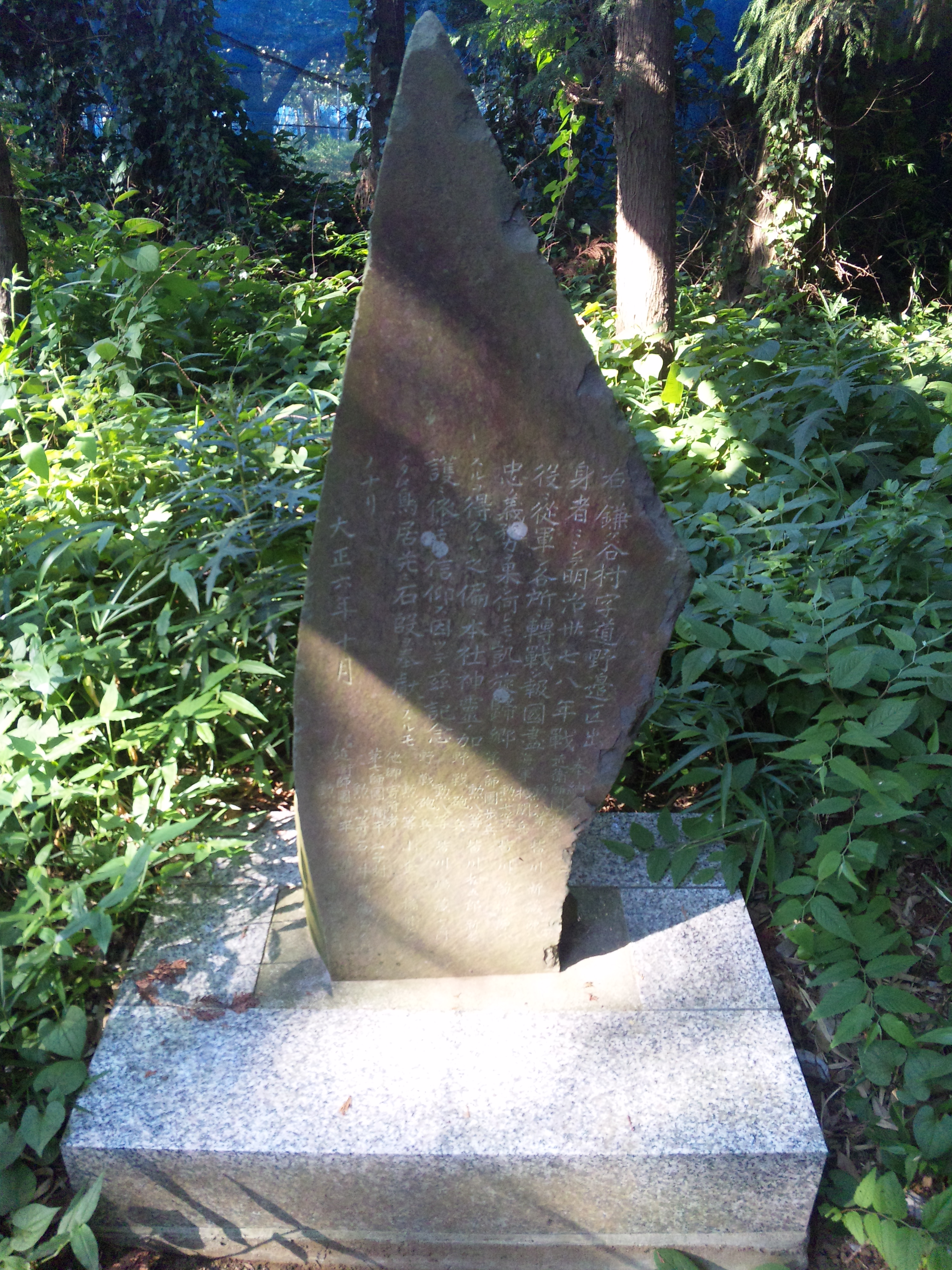
石碑

境内には大正6年（1917年）、鎌ケ谷から出征した者の帰還を記念する石碑がある。
以下はその全文。□は判別できない文字。
右鎌ヶ谷村字道野辺区出身者ニシテ明治三十七八年戦役ニ従軍シ各所ニ転戦し報国尽忠ノ義務ヲ果シ何レモ凱旋帰郷スルヲ得クルハ之遍本社心霊ノ加護ニ因ルモ□信仰ス因ツテ茲ニ記念ノタメ鳥居並ニ石碑ヲ奉献スルモノナリ
大正六年十月
奉納人名                     生家
近衛師団歩兵 勲八等 皆川新蔵 源
海軍機関兵 勲七等 皆川菊□ 源
第一師団歩兵 勲八等 皆川松五郎 新屋
野戦砲兵 勲八等 皆川嶋蔵 七エ門
野戦砲兵 勲八等 小金 橘 権兵エ
他郷寄付者
第七師団輸卒 二子村 勲八等 石井民蔵 八郎左エ門
近衛師団輸卒 船橋町 勲八等 大沢由蔵 四郎左エ門

## 交通・アクセス
神社を中心として根頭神社の森が広がっており、鎌ケ谷市の市民の森ともなっている。周辺には鎌ケ谷高校、南部小学校、妙蓮寺がある。
2008年、「鎌ケ谷市内の社叢林 八幡・春日神社と根頭神社の森」が「ちば遺産100選」に指定された。
東武野田線鎌ヶ谷駅から徒歩15分程度。